# Hitvinsaaret
Hitvinsaaret är en ögrupp i Finland. Den ligger i sjön Viinijärvi och i Outokumpu och Libelits kommuner i den ekonomiska regionen  Joensuu  och landskapet Norra Karelen, i den sydöstra delen av landet, 400 km nordost om huvudstaden Helsingfors. Öns area är 4,3 hektar och dess största längd är 390 meter i nord-sydlig riktning.  Notera att namnet antyder att det är fråga om flera öar.